# US Open de 1971
O US Open de 1971 foi um torneio de tênis disputado nas quadras de grama do West Side Tennis Club, no distrito de Forest Hills, em Nova York, nos Estados Unidos, entre 1º a 12 de setembro. Corresponde à 4ª edição da era aberta e à 91ª de todos os tempos.

## Finais

### Profissional
| Categoria | Evento    | Campeã(s)(o/ões)                | Vice-campeã(s)(o/ões)                  | Resultado               | Chave(s)  | Chave(s)       |
| --------- | --------- | ------------------------------- | -------------------------------------- | ----------------------- | --------- | -------------- |
| Simples   | Masculino | Stan Smith                      | Jan Kodeš                              | 3–6, 6–3, 6–2, 7–6      | principal | qualificatório |
| Simples   | Feminino  | Billie Jean King                | Rosie Casals                           | 6–4, 7–6                | principal | qualificatório |
| Duplas    | Masculino | John Newcombe Roger Taylor      | Stan Smith Erik van Dillen             | 6–7, 6–3, 7–6, 4–6, 7–6 | principal | principal      |
| Duplas    | Feminino  | Rosie Casals Judy Tegart Dalton | Françoise Dürr Gail Sherriff Chanfreau | 6–3, 6–3                | principal | principal      |
| Duplas    | Misto     | Billie Jean King Owen Davidson  | Betty Stöve Bob Maud                   | 6–3, 7–5                | principal | principal      |